# Erarta-Museum
Das Erarta-Museum für zeitgenössische Kunst in St. Petersburg (russisch Музей современного искусства Эрарта) ist das größte private Museum für zeitgenössische Kunst in Russland. Es öffnete erstmals am 30. September 2010 seine Tore für Besucher. Die überwiegend nonkonformistische Sammlung verfügt über ca. 2800 Werke zeitgenössischer Kunst, die von mehr als 300 Künstlern aus über 20 Regionen Russlands geschaffen wurden. Die Sammlung besteht aus Gemälden, Grafiken, Skulpturen, Ausstellungsobjekten im weitesten Sinne, Installationen und anderen Kunstformen. Der Name des Erarta-Museums leitet sich aus den beiden Wörtern Era und Arta ab, deren Kombination aus dem Russischen als „Ära der Kunst“ übersetzt werden kann.

## Dauerausstellung
Die Dauerausstellung zeigt überwiegend Werke lokaler St. Petersburger Künstler verschiedener Epochen von den 1950er Jahren bis zur Gegenwart, vom Realismus über die Abstraktion bis zum Primitivismus. Von den über 300 Künstlern sind die bekanntesten Sawen Petrosowitsch Arschakuni (1932–2012), Wjatscheslaw Sawwitsch Michajlow (* 1945), Wladimir Dmitriewitsch Duchowlinow (* 1950), Elena Nikolaewna Figurina (* 1955), Walerij Nikolaewitsch Lukka (* 1945) oder Rinat Fasletdinowitsch Woligamsi (* 1968).
Eine Vertreterin von Gerechtes Russland nannte im Januar 2025 das Museum eine „Fabrik der russophoben Bilder“.  Es gab zuvor Versuche Erarta einzuschränken. Die Besucherbasis hat Jahreskarten.

## Wechselausstellungen
Im Museum finden regelmäßig Wechselausstellungen im Bereich Malerei, Skulpturen, Mode, Fotografie, Design oder Videokunst statt:
- Zum fünfjährigen Bestehen des Museums wurde 2015 eine Ausstellung des brasilianischen Neo-Pop-Künstlers Romero Britto (* 1963) gezeigt.
- 2016 wurden Ausstellungen des sowjetischen und russischen Fotojournalisten Jurij Abramotschkin (1936–2018) sowie des brasilianischen Fotografen Sebastião Salgado (1944–2025) veranstaltet.
- 2017 präsentierte das Museum zusammen mit dem Victoria and Albert Museum die Geschichte der Unterwäsche.
- 2018 zeigte das Museum monumentale Skulpturen des Surrealisten Salvador Dalí und das Werk des chinesischen Fotografen Liu Bolin (* 1973).
- 2019 zeigte Erarta die Werke des russischen Bildhauers Georgij Franguljan (* 1945) und Fotografien des britischen Modefotografen Mario Testino (* 1954).

## Gebäude
Das Museum ist in einem fünfstöckigen Gebäude untergebracht, das ursprünglich 1951 für das lokale Bezirkskomitee errichtet wurde. Während der Sowjetzeit war hier das Wissenschaftliche Forschungsinstitut für synthetischen Kautschuk „S. W. Lebedew“ untergebracht. Vor dem Eingang wurden die beiden von Dmitri Alexandrowitsch Schukow gestalteten Skulpturen Era und Arta aufgestellt.